# عبد العزيز خلاف
عبد العزيز خلاف، المولود عام 1944 في قمار ، بالقرب من الوادي ، الجزائر ، هو موظف سامي ووزير جزائري سابق.
بعد أن بدأ حياته المهنية في وزارة الصناعة والطاقة في سبعينيات القرن الماضي ، شغل منصب وزير التجارة من عام 1980 إلى عام 1986 ثم في الشؤون المالية من عام 1986 إلى عام 1988 . سوف يتابع مسيرته في مجال البنوك ، ومصرف التنمية الإسلامي في جدة والرباط وفي المصرف في الخرطوم.

## المسار
- مدير عام التخطيط بوزارة الصناعة والطاقة ( 1970 - 1977)
- أمين عام وزارة الصناعة والطاقة ، من 1977 حتى 1980
- وزير التجارة ، 1980 - 1986
- وزير المالية ، 1986 - 1988
- سفير في تونس ، 1988 - 1989
- وزير الدولة للشؤون المغاربية ، 1989 - 1991
- أمين عام رئاسة الجمهورية ، من 1991 حتى 1992
- وزير منتدب للتعاون المغاربي والقضايا ، 1992 - 1993
- البنك الإسلامي للتنمية (IDB) ، 1994 - 2006
- مدير عام البنك العربي للتنمية الاقتصادية في أفريقيا (BADEA) ، منذ عام 2006
- مدير ديوان رئاسة الجمهورية 26 سبتمبر 2021